# 符石之謎
《符石之謎》（RuneQuest），或譯符文巡旅，是一款奇幻類角色扮演遊戲，1978年由混沌元素首次發行。其背景是格雷格·斯塔福德創造的架空世界格羅安薩（Glorantha）。基本角色扮演系統首次在該遊戲中運用，影響了後世的許多同類型遊戲。

## 歷史
1975年，遊戲設計人格雷格·斯塔福德通過混沌元素發行了他設計的桌面遊戲《白熊与红月》（White Bear and Red Moon，後來改稱Dragon Pass），格羅安薩（Glorantha）世界首次出現。1978年，《符石之謎》發行，借用了格雷格·斯塔福德的格羅安薩世界。1980年，《符石之謎》第二版發行，成為當時流行程度僅次於《龍與地下城》的桌遊。
《符石之謎》的商標後來被Avalon Hill買下，1984年Avalon Hill發行了第三版的《符石之謎》。Avalon Hill本來還打算開發第四版，但格雷格·斯塔福德拒絕授權，於是Avalon Hill將設計的遊戲名稱改為《RuneQuest: Slayers》，被孩之寶收購之後，這款遊戲以《RuneSlayers》的名义出版。
1998年，斯塔福德自己成立了新公司“Issaries, Inc.”，Mongoose Publishing獲得Issaries授權之後，在2006年出版了新的《符石之謎》，由於版權問題，遊戲內容進過了大幅修改。2010年1月，Mongoose Publishing出版了彼得·納什（Pete Nash）和勞倫斯·惠特克（Lawrence Whitaker）創作的另一版《符石之謎》。2011年5月，Mongoose Publishing宣佈與Issaries散伙，同年7月，納什、惠特克和Issaries達成協議，以新公司The Design Mechanism的名義繼續出版《符石之謎》，此即2012年7月出版的《符石之謎》第六版。
2013年，斯塔福德將《符石之謎》的版權賣給了Moon Design Publications。2015年6月，斯塔福德回到混沌元素，將混沌元素和Moon Design Publications合併，不久後，在《符石之謎》第二版的基礎上出版了新的《符石之謎》。

## 外部連接
- 官方网站